# Hyadesia womersleyi
Hyadesia womersleyi is een mijtensoort uit de familie van de Hyadesiidae. De wetenschappelijke naam van de soort is voor het eerst geldig gepubliceerd in 1989 door Luxton.